# Dafydd ap Gwilym
Dafydd ap Gwilym (ur. ok. 1320, zm. 1370/1380) – walijski poeta epoki średniowiecza. Urodził się w hrabstwie Ceredigion w Walii, w rodzinie rycerskiej. Jego twórczość zasługuje na uwagę ze względu na trudny styl i tematykę dotyczącą głównie przyrody i miłości, a w mniejszym stopniu bohaterskich czynów wojennych, a także z powodu jej związków z poezją klasyczną i właściwą. Tematyką nawiązywał do tradycji prowansalskiej poezji trubadurów opisując (często w sposób rubaszny) miłość także w sensie fizycznym.
Dafydd ap Gwilym uważany jest za jednego z najznakomitszych walijskich poetów średniowiecznej Europy.
Naukowcy nie są zgodni co do daty jego urodzenia i śmierci. Według profesora R.Gerainta Gruffydda żył on w latach 1315–1350, natomiast inni uczeni sugerują nieco późniejszy okres: 1320–1370.

## Życie
Wedle tradycji Dafydd ap Gwilym urodził się w Walii, w posiadłości rodzinnej Bro Gynin, która niestety nie przetrwała do czasów obecnych, niedaleko dzisiejszego Bro Gynin Fach w hrabstwie Ceredigion (ówcześnie zwanym Llanbadarn Fawr) czyli w pobliżu dzisiejszego miasta Aberystwyth.
Zarówno jego ojciec, Gwilym Gam, jak i matka Ardudfyl pochodzili z rodzin szlacheckich.
Rodzina Dafydda, od wielu pokoleń przed jego urodzeniem, zajmowała lukratywne stanowiska w południowo-zachodniej Walii pod rządami Korony Angielskiej.
Mimo jednak, iż tradycja pisania poezji była od pokoleń mocno zakorzeniona w jego rodzinie, Dafydd nie należał do żadnego stowarzyszenia średniowiecznych poetów walijskich.
Zarówno dokładna data śmierci jak i miejsce pochówku Dafydda są kwestią sporną. 
Według profesora R. Gerainta Gruffydda, Dafydd ap Gwilym zmarł w 1350 roku, prawdopodobnie jako ofiara czarnej śmierci zbierającej swoje żniwo w Europie w latach 1348–1350. Tradycyjne przekazy podają, że został on pochowany w rejonie opactwa Zakonu Cystersów Ystrad Fflur (Strata Florida) w hrabstwie Ceredigion w Walii. Nie zgadzają się z tym zwolennicy szesnastowiecznej teorii utrzymującej, że Dafydd został pochowany na cmentarzu Opactwa Talley w hrabstwie Sir Gaerfyrddin (ang. Carmarthenshire) w Walii. Miejsca te są od siebie oddalone zaledwie o około 16 kilometrów.
W sobotę 15 września 1984 r. Główny Bard Walii dokonał odsłonięcia kamienia upamiętniającego miejsce spoczynku Dafydda ap Gwilym na cmentarzu Opactwa Talyllychau (ang. Talley).
Spór dotyczący miejsca pochówku jednego z najznamienitszych poetów walijskich nadal trwa.

## Poezja
Uważa się, że przetrwało około sto siedemdziesiąt wierszy Dafydda, a wiele innych zostało mu przypisanych w ciągu minionych stuleci. 
Głównymi tematami jego poezji były miłość i natura. 
Widoczny wpływ na poezję Dafydda wywarł kanon miłości dworskiej której przykład stanowi głoszona przez trubadurów średniowieczna poezja prowansalska.
Dafydd był poetą bardzo innowacyjnym, odpowiedzialnym między innymi za popularyzację jednej z najważniejszych form metrycznych w poezji walijskiej zwanej „cywydd”.
Najbardziej jednak nowatorskie było jego podejście do wyrażania samego siebie w swoich własnych wierszach. W owych czasach naturalnym było, że dworscy poeci walijscy nie ujawniali swojej osobowości w poezji którą tworzyli. Dzieła Dafydda natomiast przepełnione są jego uczuciami i osobistymi doświadczeniami. Motywem przewodnim wielu jego wierszy jest miłość adresowana zwłaszcza do dwóch kobiet: Morfudd i Dyddgu.
Dafydd jest także poetą w którego wierszach niezwykle często odzwierciedlane było piękno otaczającej go natury.
Do najbardziej znanych dzieł Dafydda ap Gwilyma zaliczyć należy:
- Morfudd fel yr haul (Morfudd jest jak słońce) wiersz adresowany do żony kupca z Aberystwyth o imieniu Morfudd, z którą poetę łączył romans
- Merched Llanbadarn (Dziewczęta z Llanbadarn) wiersz w którym poeta opowiada o niedzielnym wyjściu do kościoła jedynie w celu dokładnemu przyjrzeniu się miejscowym dziewicom
- Trafferth mewn tafarn (Kłopoty w tawernie) wiersz w którym poeta relacjonuje zabawny incydent w tawernie
- Y Rhugl Groen (Grzechocząca torba) wiersz w którym poeta opisuje jak okrutnie zostały przerwane jego zabawy erotyczne z młodą dziewczyną
- Cywydd y gal (Wiersz wychwalający penisa) żartobliwy wiersz ukazujący średniowieczne podejście do seksu – do niedawna wiersz ten nie był publikowany jako utwór Dafydda z powodu swojej szokującej tematyki